# Biston berus
Biston berus là một loài bướm đêm trong họ Geometridae.